# Pterocactus neuquensis
Pterocactus hickenii és una espècie que pertany a la família de les cactàcies (Cactaceae).

## Descripció
Pterocactus neuquensis produeix una arrel molt gran, en forma de nap. Les tiges són allargats i creixen sobre terra i també sota terra on creen grups més petits. Les tiges tenen forma de con a pera, rarament arrodonides i més planes a la part superior. Tenen uns 2,5 a 6 cm de llarg i 1,5 a 4 cm de gruix. L'epidermis és de color marronós, beix, gris verdós i de vegades amb un matís morat. Es formen cúspides planes i arrodonides, que es fan més petites cap a la punta de la tija i sovint falten. Hi ha de 3 a 7 petites espines a les arèoles rodones, que fan aproximadament 2 mm de mida. Aquestes fan fins a 2 mm de llarg i de color marró amb una punta més clara.
Les flors fan fins a 4 cm de mida, s'enfonsen a la corol·la i sovint apareixen als laterals. Són de color vermell porpra a vermell marronós, de vegades de color coure. Els estams són vermells, les anteres són de color groc brillant i el pistil és de color rosa clar. Al pistil es formen uns 7 lòbuls d'estigma vermell porpra, que es troben clarament per sobre de les anteres. La llavor en forma de disc està envoltada per un aril i assoleix un diàmetre de 6 a 7 mm.

## Distribució
Pterocactus neuquensis es distribueix a la província argentina de Neuquén, a la zona al voltant de Zapala a altituds de 900 a 1300 metres.

## Taxonomia
Pterocactus neuquensis va ser descrita per R. Kiesling, E. Sarnes & N. Sarnes i publicat a Kakteen und Andere Sukkulenten 67(9): 240, a l'any 2016.
Etimologia
Pterocactus: nom genèric que deriva de les paraules gregues: "πτερόν" (pteron), que significa "ales", i fa referència a les llavors alades que són típiques del gènere i úniques dins de la família dels cactus.
neuquensis: epítet geogràfic amb relació a l'àrea de distribució de l'espècie a Neuquén